# Artemisia arschantinica
Artemisia arschantinica là một loài thực vật có hoa trong họ Cúc. Loài này được Darijma mô tả khoa học đầu tiên năm 1992.